# FK Borac 1926
FK Borac 1926 (Servisch: Фк Борац 1926) is een Servische voetbalclub uit Čačak.
De club werd als Borac Čačak opgericht en speelde het grootste deel van zijn bestaan in de lagere klassen. Borac speelde zes seizoenen in de hoogste klasse van Servië en Montenegro en was in 2006/07 medeoprichter van de Servische liga na de onafhankelijkheid van Montenegro. In 2012 bereikte de club de finale van de Servische voetbalbeker, hierin verloor het met 0-2 van Rode Ster Belgrado. Datzelfde jaar degradeerde de club.
In 2019 werd de club vanwege financiële problemen teruggezet naar de Srpska Liga West. De club Borac Čačak ging failliet en maakte direct een doorstart als Borac 1926. In 2020 promoveerde de club weer naar de Prva Liga.

## In Europa
#Q = #kwalificatieronde, #R = #ronde, T/U = Thuis/Uit, W = Wedstrijd, PUC = punten UEFA coëfficiënten .
Uitslagen vanuit gezichtspunt FK Borac Čačak
| Seizoen | Competitie | Ronde | Land               | Club            | Totaalscore | 1e W    | 2e W    | PUC |
| ------- | ---------- | ----- | ------------------ | --------------- | ----------- | ------- | ------- | --- |
| 2008/09 | UEFA Cup   | 1Q    | Vlag van Moldavië  | Dacia Chisinau  | 4-2         | 1-1 (U) | 3-1 (T) | 3.0 |
|         |            | 2Q    | Vlag van Bulgarije | Lokomotiv Sofia | 2-1         | 1-0 (T) | 1-1 (U) | 3.0 |
|         |            | 1R    | Vlag van Nederland | AFC Ajax        | 1-6         | 1-4 (T) | 0-2 (U) | 3.0 |

Totaal aantal punten voor UEFA coëfficiënten: 3.0
Zie ook
- Deelnemers UEFA-toernooien Servië
- Ranglijst van alle clubs die in de diverse Europa Cups zijn uitgekomen

## Bekende (oud-)spelers
- Ivica Dragutinović
- Aleksandar Ignjatović
- Milan Jovanovic
- Darko Lazović
- Darko Anić
- Marko Milinković

Borac ·
Dubočica ·
Grafičar · 
Inđija ·
Javor-Matis ·
Mačva Šabac ·
Mladost GAT ·
Radnički Sremska Mitrovica ·
Radnik Surdulica · 
Sloboda ·
Sloven Ruma ·
Smederevo ·
Trayal Kruševac ·
Voždovac ·
Vršac ·
Zemun